# 朱鴻漸
朱鴻漸（1488年—？），字子羽，改字于磐，南直隶蘇州府吳縣（今江蘇蘇州市）人，明朝政治人物。

## 生平
正德五年（1510年）庚午科應天府乡试第七十八名举人，正德十六年（1521年）辛巳科会试第二百二名，三甲六十名進士。嘉靖二年（1523年），担任鉛山縣知縣，擢升刑部主事，历兵部武选司主事、员外郎、武选司郎中，出为瑞州府知府，補任廣信府，嘉靖十八年（1539年）调任廣西梧州府知府，丁父憂。擢山东按察司副使，进湖广布政司参政，累陞至福建右布政使。三十二年正月考察以老疾致仕。

## 家族
曾祖朱蕃。祖父朱謐，號東耕。父朱良育，歲貢。兒子中進士後，拒絕朝廷奉贈，卒年七十九。前母李氏，母鄒氏。具庆下。弟鹤鸣、虎文、雉膏、馬良。